# Konstancja Czartoryska
Principessa Konstancja Czartoryska (Varsavia, 19 febbraio 1695 – Varsavia, 27 ottobre 1759) è stata una nobildonna polacca, fu madre dell'ultimo sovrano del Regno di Polonia Stanislao II.

## Biografia

### Infanzia

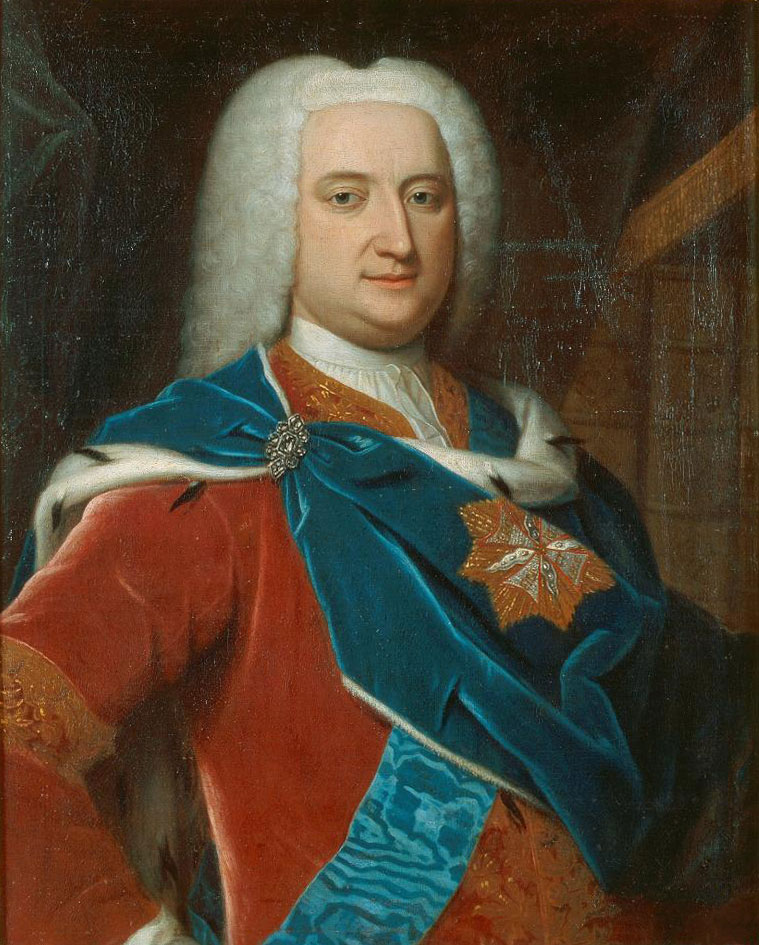
Un ritratto di Kazimierz Czartoryski del XVIII secolo

Era figlia del nobile Kazimierz Czartoryski (1674-1741) e della principessa Izabela Elżbieta Morsztyn.

### Matrimonio

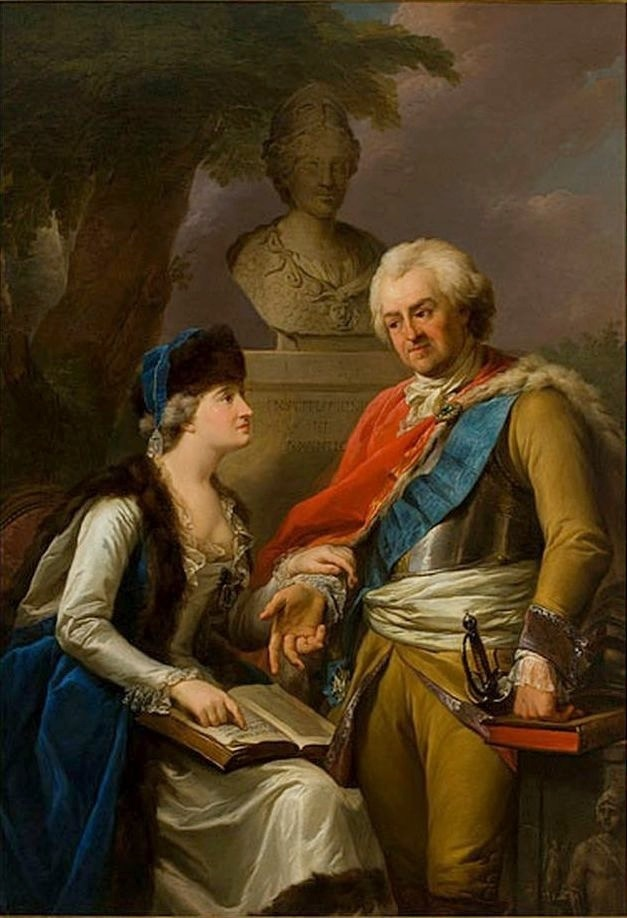
Stanisław e Konstancja Poniatowski in un ritratto di Marcello Bacciarelli

Sposò il 14 settembre 1720 Stanisław Poniatowski. Da questo matrimonio nacquero molti figli tra cui il futuro re Stanislao II Augusto Poniatowski.

### Morte

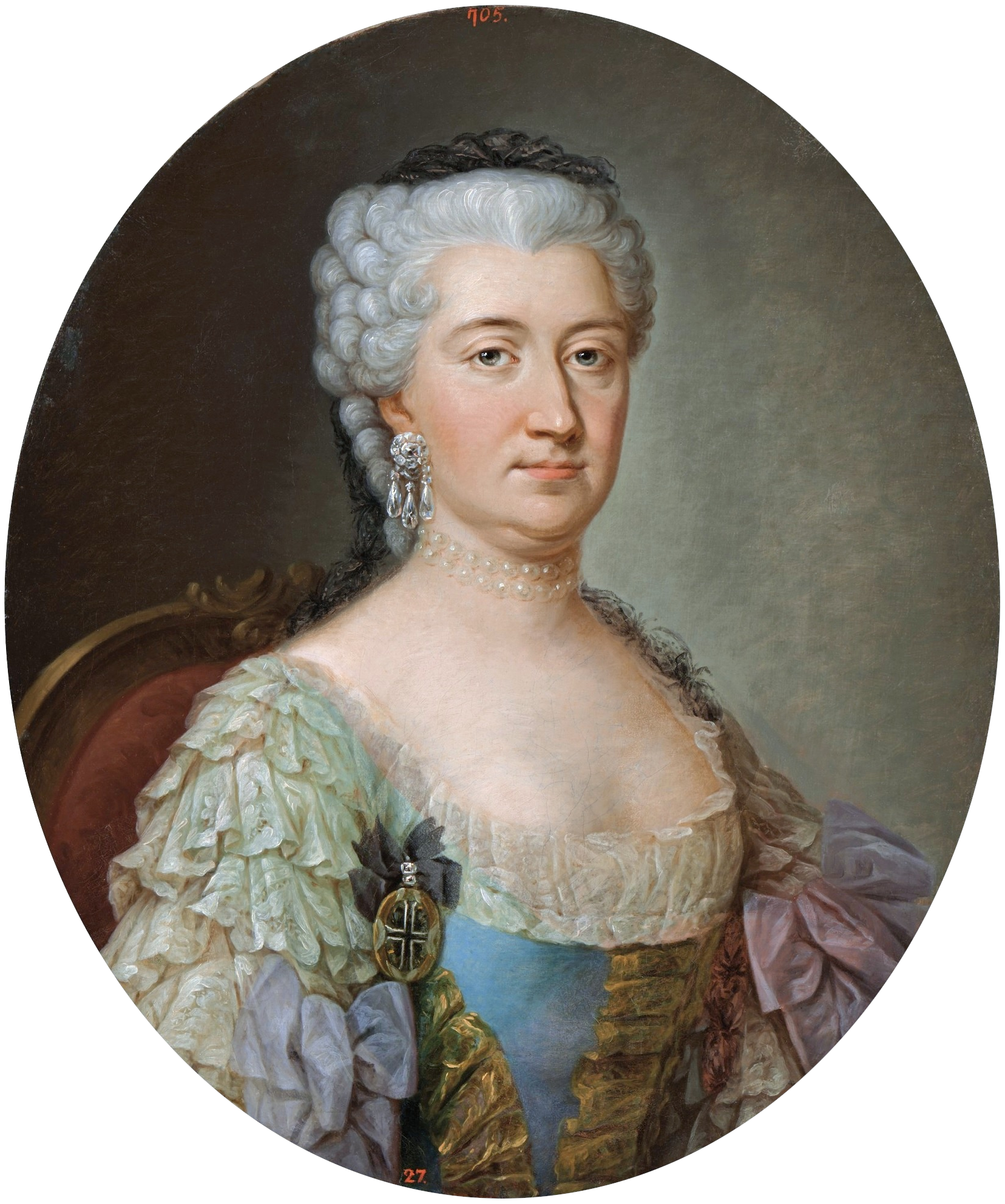
La Contessa ritratta da Marcello Bacciarelli

La Contessa morì a Varsavia il 27 ottobre 1759.

## Discendenza
La Contessa e Stanisław Poniatowski ebbero:
- Kazimierz Poniatowski (1721-1800), generale
- Franciszek Poniatowski (1723-1759), religioso
- Aleksander Poniatowski (1725-1744), aiutante di Carlo Giuseppe di Lorena
- Ludwika Maria Poniatowska (1728-1781), sposò il conte Jan Jakub Zamoyski
- Izabella Poniatowska (1730-1808)
- Stanislao II Augusto Poniatowski (1732-1798), re di Polonia
- Andrzej Poniatowski (1735-1773), generale
- Michał Jerzy Poniatowski (1736-1794), vescovo